# Fernando López Arias, Isla
Fernando López Arias är en ort i Mexiko.   Den ligger i kommunen Isla och delstaten Veracruz, i den sydöstra delen av landet, 400 km öster om huvudstaden Mexico City. Fernando López Arias ligger 52 meter över havet och antalet invånare är 238.
Terrängen runt Fernando López Arias är platt, och sluttar västerut. Runt Fernando López Arias är det ganska glesbefolkat, med 27 invånare per kvadratkilometer. Närmaste större samhälle är Juan Rodríguez Clara, 15,3 km öster om Fernando López Arias. Omgivningarna runt Fernando López Arias är en mosaik av jordbruksmark och naturlig växtlighet.